# Песенка в лесу
«Песенка в лесу» — советский мультипликационный фильм, поставлен по одноимённому стихотворению Якова Акима и его же сценарию. Выпускался в двух версиях: на русском и украинском.
Поют участники хора Киевского Дворца пионеров.

## Сюжет
Девочка пела песенку в лесу, плела венки из цветов, собирала и ела землянику, устала и пошла домой. А её песенку подхватили и стали петь птицы, затем ёжики, затем медведь, затем лягушки. А под их пение в воздухе танцевали стрекозы, бабочки, пчёлы. Девочка ушла, а песенка осталась.

## Награды
- 1968 — III Всесоюзный кинофестиваль, Ленинград, — 2-я премия по разделу мультипликационных фильмов.

## Создатели
| автор сценария            | Яков Аким |
| постановка                | Аллы Грачёвой |
| художник-постановщик      | Николай Чурилов |
| композитор                | Борис Буевский |
| оператор                  | Анатолий Гаврилов |
| звукооператор             | Игорь Погон |
| редактор                  | Светлана Куценко |
| художники-мультипликаторы | Владимир Гончаров, Ефрем Пружанский, Нина Чурилова, Владимир Дахно, Евгений Сивоконь, Алла Грачёва, Борис Храневич, Константин Чикин                                                                              |
| ассистенты                | И. Доценко, В. Легкобыт |
| роли озвучивали           | На русский язык — Владимир Балашов, Е. Пирогов, Анатолий Кубацкий — Ёжик, Тамара Дмитриева, Мария Виноградова, Н. Неудахина, Т. Варенник, участники хора Киевского Дворца пионеров. На украинский — другие актёры |

## Издания
- Мультфильм выпускался на DVD — сборнике «Рукавичка». Дистрибьютор: Мастер Тэйп[1].